# William Howard, I visconte Stafford
William Howard, primo visconte Stafford (30 novembre 1614 – Londra, 29 dicembre 1680), era il terzo figlio maschio di Thomas Howard, ventunesimo conte di Arundel, pari d'Inghilterra, e di sua moglie Alethea Howard. Membro della Royal Society fin dal 1665 fu un fervente realista e venne quindi falsamente implicato da Titus Oates nel, per altro falso, Complotto papale ed essere quindi arrestato e giustiziato per tradimento. È considerato martire ed è stato beatificato da papa Pio XI nel 1929.

## Le origini
William Howard nacque il 30 novembre 1614 da Thomas Howard, XXI conte di Arundel ed Alethea Talbot
La famiglia Howard, di tradizioni cattoliche, era caduta in disgrazia sotto il regno di Elisabetta I; Thomas, come il padre, era cattolico, ma crebbe, almeno nominalmente, in un ambiente di fede anglicana giacché suo padre si era convertito alla Chiesa anglicana nel 1616. Ciononostante William fu sicuramente educato, se non esposto, a una cultura famigliare improntata al cattolicesimo che continuò a permeare l'ambiente famigliare nonostante la conversione di facciata alla fede ormai imperante.
La famiglia aveva già sofferto per la propria fede cattolica, suo nonno Philip Howard era stato rinchiuso nella Torre di Londra da Elisabetta I d'Inghilterra e lì era rimasto per dieci anni fino a morirvi nel 1595. Nel 1620 William venne posto sotto la tutela di Samuel Harsnett (giugno 1561-maggio 1631), Vescovo di Norwich, perché ricevesse un'educazione, frequentò anche il St.John's College di Cambridge, attorno al 1624, ma senza ricevere un diploma.

## Matrimonio e figli
Con una licenza datata 11 ottobre 1637 William convolò a nozze con Mary Stafford, sorella di Henry Stafford, V barone Stafford, anche gli Stafford erano di fede cattolica e, con un certo imbarazzo del padre di William, le nozze furono officiate con rito cattolico. Poco dopo Henry Stafford morì senza eredi e il titolo andò un parente, Roger Stafford, VI barone Stafford, tuttavia la sua relativa povertà spinse il parlamento a chiedergli di rinunciare al titolo in cambio di una somma di denaro, gli Howard tentarono quindi di assicurarsi il titolo per William che, insieme alla moglie, venne creato barone Stafford il 12 settembre 1640 e Visconte di Stafford due mesi dopo. Insieme i due ebbero:
- Henry Howard, I conte di Stafford (1648 circa - 1713), morì senza eredi
- John Stafford Howard (padre di William, II conte),
- Francis Stafford Howard
- Ursula Stafford Howard, divenne suora
- Delphina Stafford Howard, divenne suora
- Alethea Stafford Howard, divenne suora
- Isabella Stafford Howard, che sposò John Paulet, V marchese di Winchester
- Anastasia Stafford Howard

## L'esilio e il ritorno
Allo scoppio della guerra civile inglese, si schierò dalla parte dei realisti e nel 1642 seguì la famiglia reale in esilio sul continente. Nel 1646 il parlamento gli permise di tornare in patria con la famiglia e di nuovo l'invito venne fatto l'anno seguente, ma nel 1649 le sue proprietà vennero confiscate con le accuse di essere un ricusatore (cioè uno di coloro che rifiutavano di attendere ai servizi religiosi anglicani) ed un realista. Anni dopo al suo processo William affermò di essere stato in quegli anni al servizio di Carlo I d'Inghilterra e di aver viaggiato per suo conto nei Paesi Bassi, a Roma e nel Palatinato e lì, nella città di Heidelberg, venne arrestato per "immoralità". Un altro arresto lo subì nel 1656, questa volta nei Paesi Bassi, a causa dei debiti del padre morto dieci anni prima. L'eredità di famiglia scatenò diverse lotte interne specie con l'unico fratello rimastogli, Henry Howard, XXII conte di Arundel, che morì nel 1652, e che coinvolse anche la loro madre. 
Durante il processo per il Complotto papale William affermò l'assurdità che egli avesse cospirato con Henry Arundell, III barone Arundell di Wardour poiché non si parlavano cortesemente da circa 25 anni. Negli anni egli litigò anche con Henry Howard, VI duca di Norfolk, capo della famiglia, una scelta poco fortunata perché al suo processo fu uno dei pari chiamati a giudicarlo. Secondo una cronaca del tempo dei parenti che sedevano alla Camera dei lord solo Henry Howard, VII duca di Norfolk votò per la sua innocenza.
Con la restaurazione di Carlo II nel 1660 William poté fare ritorno in Inghilterra, il ritorno in patria tuttavia gli portò una relativa oscurità, non ebbe mai un ruolo di primo piano in politica o fra i cattolici nonostante i suoi tentativi di far togliere alcune leggi anticattoliche. Nel 1665 entrò a far parte della Royal Society e dal 1672 divenne un membro del consiglio.
Durante il processo la sua relativa oscurità venne usata contro di lui: infatti vennero astutamente messi in piedi ragionamenti in cui William si sarebbe lamentato dell'ingratitudine del re e della mancanza di ricompensa che gli Howard avevano avuto per la loro lealtà. William così come un altro accusato, John Belasyse, I visconte Belasyse avevano espresso il pensiero che sotto il tollerante regno di Carlo II la nobiltà cattolica era tagliata fuori tanto quanto era ragionevole aspettarsi e che il solo loro interesse fosse quello di essere lasciati nella tranquillità

## Il processo
Nel 1678 fu accusato da Titus Oates di aver partecipato al Complotto papale, congiura cattolica volta ad uccidere Carlo II poi caduta in discredito e per questo venne rinchiuso nella Torre di Londra il 31 ottobre insieme ad altri quattro nobili di fede cattolica. L'inizio del processo per gli inizi del 1679, ma Carlo prorogò le sedute parlamentari e ci fu un rinvio, nel frattempo la credibilità della congiura andò scemando tanto che si pensò che i detenuti sarebbero stati rilasciati. Tuttavia nel 1680 un nuovo rigurgito di anticattolicesimo portò il processo al suo inizio nel mese di novembre.
Le prove contro William vennero portate da Oates che asserì di aver visto un documento di Papa Innocenzo XI in cui si nominava William e da Stephen Dugdale (forse 1640-1683) che asserì di come l'altro avesse tentato di reclutarlo per uccidere il re. Anche un altro testimone, Edward Turberville (1648 circa - 1681), affermò di essere stato avvicinato a Parigi con lo stesso scopo. A William, com'era d'uso all'epoca, venne impedito di usufruire di un collegio di difesa e costretto a difendersi da solo portando dinnanzi alla corte testimoni a discarico. Uno di questi, Richard Gerard di Hilderstone andò Londra per testimoniare, ma venne a sua volta arrestato e morì nel marzo 1680. Nonostante il Lord grande intendente Heneage Finch, I conte di Nottingham avesse tentato di mettere in piedi un processo equo e William si fosse difeso strenuamente non fu abbastanza, con una maggioranza di 55 a 31 egli fu condannato a morte per impiccagione, sventramento e squartamento, che il re poi commutò in decapitazione. Si dice che Carlo II d'Inghilterra abbia firmato l'ordine di condanna con le lacrime agli occhi e che abbia detto agli accusatori di William di come il suo sangue fosse tutto sulle loro mani.
William venne decapitato il 29 dicembre 1680, il suo titolo di visconte non fu mai più creato ma la moglie Mary, sua erede e comunque suo jure baronessa Stafford, nel 1688 fu creata Contessa di Stafford dal nuovo sovrano, il cattolico Giacomo II Stuart insieme al loro figlio Henry Stafford-Howard (1648-1719). Questo titolo comitale si estinse poi nel Settecento, ma sono eredi oggi i Baroni Stafford in quanto il titolo baronale fu restaurato per gli eredi in linea femminile (oggi il quindicesimo barone che appartiene alla famiglia Fitzherbert, sempre rimasta cattolica).
Nel 1929 papa Pio XI lo beatificò.

## Ascendenza
|                                                          |                                       |                                       | Genitori                             |  |  | Nonni |  |  | Bisnonni                          |  |  | Trisnonni                         |  |
|                                                          |                                       |                                       |                                      |  |  |       |  |  | Thomas Howard, IV duca di Norfolk |  |  | Henry Howard, III conte di Surrey |  |
|                                                          |                                       |                                       |                                      |  |  |       |  |  | Thomas Howard, IV duca di Norfolk |  |  | Henry Howard, III conte di Surrey |  |
|                                                          |                                       | Frances de Vere                       |                                      |  |  |       |  |  | Thomas Howard, IV duca di Norfolk |  |  |                                   |  |
| Philip Howard, XX conte di Arundel                       |                                       |                                       |                                      |  |  |       |  |  | Thomas Howard, IV duca di Norfolk |  |  |                                   |  |
|                                                          |                                       | Mary FitzAlan                         | Henry FitzAlan, XIX conte di Arundel |  |  |       |  |  |                                   |  |  |                                   |  |
|                                                          |                                       | Mary FitzAlan                         | Henry FitzAlan, XIX conte di Arundel |  |  |       |  |  |                                   |  |  |                                   |  |
|                                                          |                                       | Mary FitzAlan                         | Catherine Grey                       |  |  |       |  |  |                                   |  |  |                                   |  |
| Thomas Howard, XXI conte di Arundel e I conte di Norfolk |                                       | Mary FitzAlan                         |                                      |  |  |       |  |  |                                   |  |  |                                   |  |
|                                                          |                                       | Thomas Dacre, IV barone Dacre         | William Dacre, III barone Dacre      |  |  |       |  |  |                                   |  |  |                                   |  |
|                                                          |                                       | Thomas Dacre, IV barone Dacre         | William Dacre, III barone Dacre      |  |  |       |  |  |                                   |  |  |                                   |  |
|                                                          |                                       | Thomas Dacre, IV barone Dacre         | Elizabeth Talbot                     |  |  |       |  |  |                                   |  |  |                                   |  |
| Anne Dacre                                               |                                       | Thomas Dacre, IV barone Dacre         |                                      |  |  |       |  |  |                                   |  |  |                                   |  |
|                                                          |                                       | Elizabeth Leyburne                    | James Leyburn                        |  |  |       |  |  |                                   |  |  |                                   |  |
|                                                          |                                       | Elizabeth Leyburne                    | James Leyburn                        |  |  |       |  |  |                                   |  |  |                                   |  |
|                                                          |                                       | Elizabeth Leyburne                    | Ellen Preston                        |  |  |       |  |  |                                   |  |  |                                   |  |
| William Howard, I visconte Stafford                      |                                       | Elizabeth Leyburne                    |                                      |  |  |       |  |  |                                   |  |  |                                   |  |
|                                                          | George Talbot, VI conte di Shrewsbury | Francis Talbot, V conte di Shrewsbury |                                      |  |  |       |  |  |                                   |  |  |                                   |  |
|                                                          | George Talbot, VI conte di Shrewsbury | Francis Talbot, V conte di Shrewsbury |                                      |  |  |       |  |  |                                   |  |  |                                   |  |
|                                                          | George Talbot, VI conte di Shrewsbury | Mary Dacre                            |                                      |  |  |       |  |  |                                   |  |  |                                   |  |
| Gilbert Talbot, VII conte di Shrewsbury                  | George Talbot, VI conte di Shrewsbury |                                       |                                      |  |  |       |  |  |                                   |  |  |                                   |  |
|                                                          |                                       | Gertrude Manners                      | Thomas Manners, I conte di Rutland   |  |  |       |  |  |                                   |  |  |                                   |  |
|                                                          |                                       | Gertrude Manners                      | Thomas Manners, I conte di Rutland   |  |  |       |  |  |                                   |  |  |                                   |  |
|                                                          |                                       | Gertrude Manners                      | Elanor Paston                        |  |  |       |  |  |                                   |  |  |                                   |  |
| Alethea Talbot                                           |                                       | Gertrude Manners                      |                                      |  |  |       |  |  |                                   |  |  |                                   |  |
|                                                          |                                       | William Cavendish                     | Thomas Cavendish                     |  |  |       |  |  |                                   |  |  |                                   |  |
|                                                          |                                       | William Cavendish                     | Thomas Cavendish                     |  |  |       |  |  |                                   |  |  |                                   |  |
|                                                          |                                       | William Cavendish                     | Alice Smith                          |  |  |       |  |  |                                   |  |  |                                   |  |
| Mary Cavendish                                           |                                       | William Cavendish                     |                                      |  |  |       |  |  |                                   |  |  |                                   |  |
|                                                          |                                       | Bess Hardwick                         | John Hardwick                        |  |  |       |  |  |                                   |  |  |                                   |  |
|                                                          |                                       | Bess Hardwick                         | John Hardwick                        |  |  |       |  |  |                                   |  |  |                                   |  |
|                                                          |                                       | Bess Hardwick                         | Elizabeth Leake                      |  |  |       |  |  |                                   |  |  |                                   |  |
|                                                          |                                       | Bess Hardwick                         |                                      |  |  |       |  |  |                                   |  |  |                                   |  |